# Burg Gutenburg (Gutenburg BE)
Die Gutenburg  ist eine abgegangene mittelalterliche Höhenburg aus dem 12. Jahrhundert und befand sich in der ehemaligen Schweizer Gemeinde Gutenburg, heute Ortsteil der Gemeinde Madiswil, im Kanton Bern.

## Lage und Beschreibung
Die Burg befand sich bei 549 m ü. M. auf einem Hügel (Turmhubel) oberhalb des Dorfes. Heute ist von der Burg nichts mehr zu erkennen.

## Geschichte
Die Burg war der Stammsitz der Freiherren von Utzigen. 1301 kam es zwischen den von Utzigen und dem Kloster St. Urban zum Konflikt um Wasserrechte. Die Solothurner belagerten die Burg, konnten sie aber nicht einnehmen. Um 1360 gelangten die Burg und die Herrschaft zuerst in den Besitz von Peter von Thorberg und  danach 1370 an die Herren von Grünenberg. 1431 kaufte die Stadt Burgdorf die Herrschaft und die Burg. 1798 kam es zum Franzoseneinfall, und Burgdorf verlor die Herrschaft und liess daraufhin den Burgturm zum Abbruch freigeben. 1850 wurde auch der Burghof abgebrochen.